# Cleveland Velodrome
Das Cleveland Velodrome ist eine Radrennbahn im US-amerikanischen Cleveland in Ohio.
Die Radrennbahn, kurz „V“ genannt, ist eine von insgesamt 26 Radrennbahnen in den USA und die einzige in Ohio. Sie entstand aufgrund einer privaten Initiative und wurde allein durch Crowdfunding finanziert. Die Fast Track Cycling, der die Bahn gehört, ist eine gemeinnützige Organisation. Die Radrennbahn wurde im August 2012 eröffnet; sie ist 166 Meter lang, mit einer Kurvenerhöhung von 50 Grad. Die Baukosten betrugen 300.000 Dollar. Seit der Eröffnung nutzten mehr als 10.000 Menschen die Radrennbahn.
Ziel von Fast Track Cycling ist es, Jugendlichen und Erwachsenen Programme zur sportlichen Betätigung anzubieten. Die Nutzung der Bahn ist kostenlos. Ein weiteres Ziel ist, zur Sanierung und nachhaltigen Entwicklung dieses Viertels, des sogenannten Slavic Village, beizutragen. Im 19. Jahrhundert hatten sich hier vorrangig polnische und tschechische Immigranten angesiedelt, weshalb sich hier zahlreiche historische Gebäude befinden. Für dieses Projekt wurde Ende der 1990er Jahre die Entwicklungsgesellschaft Slavic Village Development gegründet.